# Patrick Williams (Basketballspieler)
Patrick Lee Williams (* 26. August 2001 in Charlotte, North Carolina) ist ein US-amerikanischer Basketballspieler, der derzeit bei den Chicago Bulls der National Basketball Association (NBA) unter Vertrag steht.

## Laufbahn
Williams’ Eltern spielten beide Basketball auf Hochschulebene an der Johnson C. Smith University. Er besuchte bis 2019 die West Charlotte High School in Charlotte (US-Bundesstaat North Carolina). Im Laufe seiner vier Jahre als Mitglied der Schulmannschaft erzielte er in 107 Spielen im Durchschnitt 16,7 Punkte, 7,0 Rebounds, 2,9 Korbvorlagen und 1,6 Ballgewinne.
Williams erhielt Angebote mehrerer namhafter Hochschulen, darunter der University of Texas at Austin, der Ohio State University, der Wake Forest University, der University of Louisville und der North Carolina State University. Im Oktober 2018 teilte er öffentlich seinen Entschluss mit, an die Florida State University zu wechseln.
In seiner ersten und gleichzeitig letzten Saison als Spieler der Florida State University kam der vielseitig einsetzbare und defensivstarke Flügelspieler in 29 Einsätzen während des Spieljahres 2019/20 auf Mittelwerte von 9,2 Punkten und 4,0 Rebounds je Begegnung. Mit 30 geblockten gegnerischen Würfen war er mannschaftsintern führend. Er wurde als bester Einwechselspieler (ACC Sixth man of the Year) der Atlantic Coast Conference (ACC) der Saison 2019/20 ausgezeichnet.
Ende März 2020 gab er seine Teilnahme am Draftverfahren der NBA bekannt. Ihm wurde in mehreren Ranglisten vorhergesagt, unter den ersten zehn Spielern ausgewählt zu werden. Es wurde letztlich der vierte Rang, Williams’ Rechte gingen an die Chicago Bulls. Ende Oktober 2021 erlitt er eine Handgelenksverletzung, die eine Operation notwendig machte.

## Statistiken

### NBA

#### Reguläre Saison
| Saison  | Team          | GP  | GS  | MPG  | FG % | 3P % | FT % | RPG | APG | SPG | BPG | PPG  |
| ------- | ------------- | --- | --- | ---- | ---- | ---- | ---- | --- | --- | --- | --- | ---- |
| 2020–21 | Chicago Bulls | 71  | 71  | 27.9 | .483 | .391 | .728 | 4.6 | 1.4 | 0.9 | 0.6 | 9.2  |
| 2021–22 | Chicago       | 17  | 9   | 24.8 | .529 | .517 | .732 | 4.1 | 0.9 | 0.5 | 0.5 | 9.0  |
| 2022–23 | Chicago       | 82  | 65  | 28.3 | .464 | .415 | .857 | 4.0 | 1.2 | 0.9 | 0.9 | 10.2 |
| 2023–24 | Chicago       | 43  | 30  | 27.3 | .443 | .399 | .788 | 3.9 | 1.5 | 0.9 | 0.8 | 10.0 |
| Gesamt  | Gesamt        | 213 | 175 | 27.3 | .469 | .410 | .780 | 4.2 | 1.3 | 0.9 | 0.7 | 9.7  |

#### Playoffs
| Saison  | Team          | GP | GS | MPG  | FG % | 3P % | FT % | RPG | APG | SPG | BPG | PPG  |
| ------- | ------------- | -- | -- | ---- | ---- | ---- | ---- | --- | --- | --- | --- | ---- |
| 2020–21 | Chicago Bulls | 5  | 5  | 30.6 | .468 | .333 | .727 | 5.4 | 0.8 | 1.0 | 0.6 | 11.8 |
| Gesamt  | Gesamt        | 5  | 5  | 30.6 | .468 | .333 | .727 | 5.4 | 0.8 | 1.0 | 0.6 | 11.8 |